# Sylvia Plath
Sylvia Plath, née le 27 octobre 1932 à Jamaica Plain dans la banlieue de Boston (États-Unis) et morte le 11 février 1963 à Primrose Hill (Royaume-Uni), est une écrivaine et poétesse américaine, autrice de poèmes, d'un roman, de nouvelles, de livres pour enfants et d'essais.
Si elle est surtout connue de façon internationale pour sa poésie, elle tire également sa notoriété de The Bell Jar (en français, La Cloche de détresse), roman d'inspiration autobiographique qui décrit en détail les circonstances de sa première dépression, au début de sa vie d'adulte. Sa vie, son œuvre et son esthétique poétique et littéraire sont le sujet de milliers d'études dans le monde entier.

## Biographie

### Jeunesse et formation
Fille d'Otto Emil Plath, immigré allemand, et d'Aurelia Frances Schober, Américaine aux origines autrichiennes, Sylvia Plath naît à Boston, puis vit avec sa famille à Winthrop. Elle est une enfant douée qui publie son premier poème à l'âge de huit ans. La même année, le 5 octobre 1940 son père, professeur d'allemand à l'université de Boston et entomologiste spécialisé dans le domaine des abeilles, meurt inopinément des suites de l'amputation d'une jambe gangrenée. Un de ses amis étant mort d'un cancer du poumon, il s'était persuadé qu'il avait la même maladie et ne s'était pas occupé de soigner son diabète avant qu'il ne soit trop tard,.
À la mort de son père, elle a ce mot : « Je ne parlerai plus jamais à Dieu. »
Ce premier drame la marque au fer rouge, et ce père mythique hante ensuite nombre de ses poèmes. Issue d'une famille cultivant l'ambition et le culte du travail, elle s'avère souvent trop exigeante avec elle-même comme avec les autres. Brillante élève, très précoce en poésie, elle décide dès l'adolescence de devenir écrivaine.

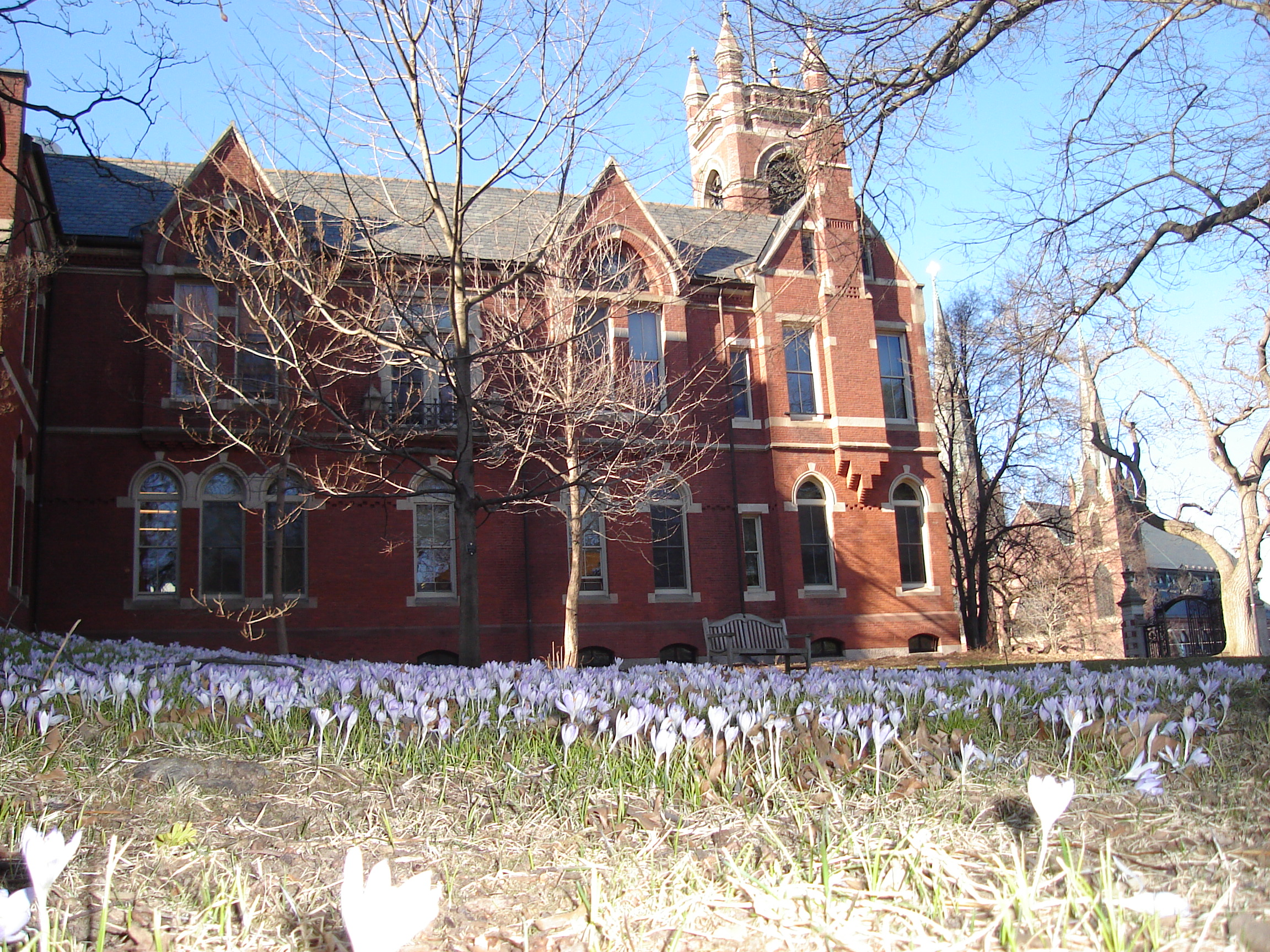
Smith College, Northampton, Massachusetts : l'université où Sylvia Plath fit ses études.

En 1950, après ses études secondaires à la Gamaliel Bradford High School, grâce à une bourse d'études, elle est acceptée dans l'une des meilleures universités américaines réservées aux femmes, le Smith College, située à Northampton à proximité de Boston. Elle y fait sa première tentative de suicide.
Plus tard, en 1963, elle décrit dans son roman autobiographique, La Cloche de détresse, l'épisode dépressif qu'elle a ainsi traversé en 1953. À ce moment-là, elle est admise dans une institution psychiatrique et semble montrer des signes de guérison satisfaisants, puisqu'elle termine brillamment ses études au Smith College, obtenant en 1955 son diplôme avec la mention honorifique (summa cum laude),.
Au cours de ses années universitaires, elle publie des poèmes, elle écrit des articles pour le magazine Mademoiselle dont elle devient une éditrice invitée, participe aux fêtes et aux bals de la vie étudiante. Sa beauté et son humour lui valent d'être unanimement appréciée. Elle est toutefois constamment dubitative quant à son avenir et à sa vocation, son humeur oscillant de la plus grande joie au plus profond découragement : c'est à ce stade de sa vie qu'elle s'aperçoit à quel point elle est prise en étau entre le conformisme ambiant et l'impérieux besoin de liberté et d'indépendance qui l'anime. Elle est moderne et novatrice, surtout par son caractère dénonciateur.

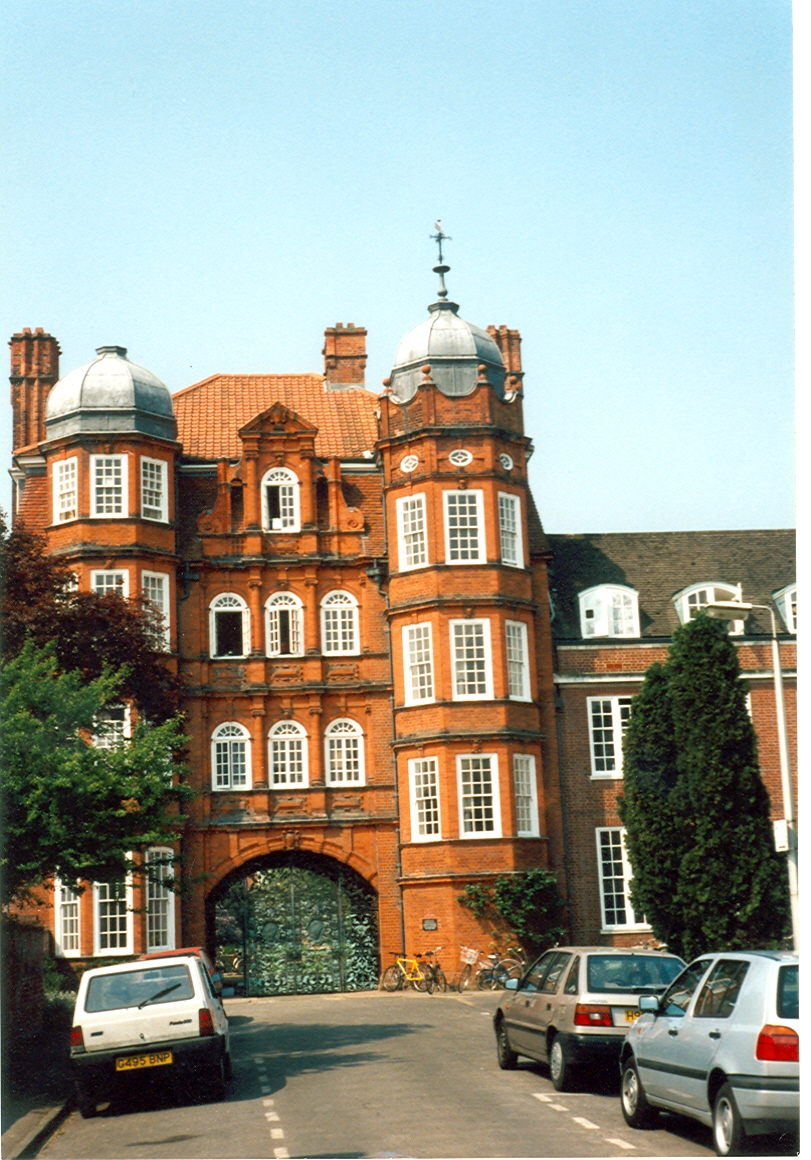
Newnham College, Cambridge, où Sylvia Plath étudia.

En 1956, elle obtient une bourse Fulbright pour étudier en Angleterre, au Newnham College à Cambridge où elle fait la connaissance de Ted Hughes, un jeune poète anglais. Rencontre fulgurante s'il en est, ils se marient quelques mois plus tard. Le couple, d'une grande beauté physique, attire les regards. Ted et Sylvia s'installent alors à Londres. Sa vie d'épouse, les soucis financiers et la dactylographie des manuscrits de Ted occupent Sylvia davantage que sa propre carrière.

### Carrière
Le couple décide alors d'aller vivre deux ans aux États-Unis, de 1957 à 1959, les deux poètes tentant de subsister de leur plume, mais Sylvia doit occuper de petits emplois temporaires, notamment dans un hôpital psychiatrique. Elle obtient toutefois aussi un poste d'enseignante dans son ancienne université, Smith College. Parallèlement, elle assiste à des conférences données par le poète américain Robert Lowell, au cours desquelles elle rencontre la poétesse Anne Sexton. Ces cours auront une influence capitale sur son œuvre. Sylvia étant enceinte, en octobre 1959 le couple décide de retourner à Londres, où ils vivent en symbiose à Chalcot Square et s'aident mutuellement dans leur travail. Frieda, leur premier enfant, naît en 1960, et leur fils Nicholas en 1962.
Très vite, Sylvia et Ted quittent Londres pour s'installer dans la campagne anglaise, dans le comté de Devon. Ils voyagent fréquemment en France, notamment sur la Côte d'Opale, à Berck, séjours dont elle tirera le long poème Berck-Plage dans son recueil Ariel. Elle publie son premier recueil de poèmes, The Colossus, en Angleterre en 1960. En février 1961 elle fait une fausse couche, événement qui hantera par la suite bon nombre de ses poèmes. Le couple bat de l'aile, et Ted et Sylvia se séparent moins de deux ans après la naissance de leur premier enfant. Cette séparation a longtemps été expliquée  du fait des troubles psychiatriques de Sylvia et de la liaison de Ted avec l'épouse d'un ami poète. Mais la publication tardive en 2017 des correspondances de Sylvia Plath avec son thérapeute, ont révélé les violences domestiques infligées par Ted Hughes : celui-ci l'aurait notamment frappée, provoquant  sa fausse couche deux jours plus tard, en 1961.
À l'époque de la séparation du couple, Sylvia brûle des lettres et des manuscrits de Ted. Cette période de colère et de désespoir est la plus productive de sa vie d'écrivaine.

### Fin de vie

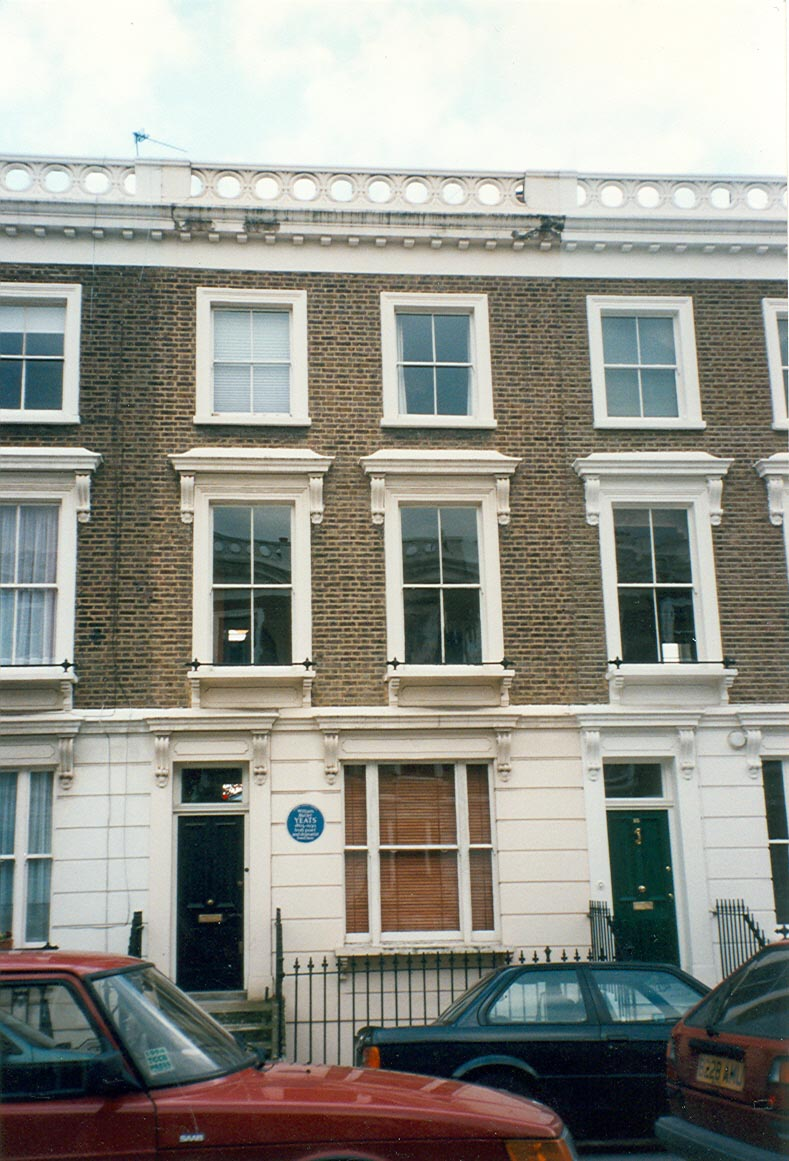
23 Fitzroy Road, Londres : la maison où Sylvia Plath se donna la mort, autrefois occupée par W. B. Yeats.

En 1962, Sylvia Plath retourne s'installer à Londres avec ses enfants, Frieda et Nicholas. Elle loue un appartement dans une maison autrefois occupée par le poète irlandais William Butler Yeats : elle en est extrêmement heureuse et considère cela comme un bon présage dans le contexte du début de sa procédure de divorce. Mais l'hiver 1962-1963 est l'un des plus rudes du siècle à Londres et, le 11 février 1963 au petit matin, malade et dépressive, Plath met la tête dans le four de la gazinière, ouvre le gaz, et attend sa fin. Auparavant, elle a calfeutré la porte de la cuisine, et préparé sur la table des biscuits et du lait pour ses enfants, qui dorment à l'étage supérieur et qui échapperont à l'empoisonnement par le gaz.
Depuis son suicide en 1963, Sylvia Plath est devenue une figure emblématique dans les pays anglophones, les féministes voyant dans son œuvre l'archétype du « génie féminin écrasé par une société dominée par les hommes », les autres voyant en elle une icône dont la poésie, en grande partie publiée après sa mort, fascine comme la bouleversante chronique d'un suicide annoncé.
Son dernier poème connu, intitulé Edge (en français, Le Bord) fait figure de testament prémonitoire.
Sylvia Plath est enterrée au cimetière Saint Thomas Becket et Thomas l'Apôtre de Heptonstall dans le comté anglais du Yorkshire de l'Ouest,.
Sa mort fut un drame non seulement pour ses enfants mais aussi pour son ex-mari, Ted Hughes, et pour sa mère, Aurelia Plath, qui ne s'en sont jamais remis. Son fils, Nicholas Hughes (en), souffrant de dépression, s'est suicidé par pendaison à son domicile en Alaska, le 16 mars 2009 à l'âge de 47 ans,.

## Œuvre

### Œuvres complètes et anthologies

#### Éditions anglo-saxonnes
- Édité par Ted Hughes, The collected poems, Harper & Row, 1981, 358 p. (ISBN 978-0-06-013369-6, lire en ligne)
- Édité par Ted Hughes, Selected Poems, Faber and Faber, 25 décembre 1981, 85 p. (ISBN 978-0-571-13586-8)
- Édité par Hana Sambrook, Sylvia Plath : Selected Works, Pearson York Notes, 1990, rééd. 20 mai 1991, 76 p. (ISBN 978-0-582-06563-5, lire en ligne)
- Édité par Rebecca Warren, Sylvia Plath : Selected Poems, Longman/York Press, 28 septembre 2001, 148 p. (ISBN 978-0-582-42477-7, lire en ligne)

#### Éditions françaises
- Sous la direction de Patricia Godi (trad. de l'anglais), Œuvres : Poèmes, romans, nouvelles, contes, essais, journaux, Paris, Gallimard, 8 septembre 2011), 1280 p. (ISBN 978-2-07-013219-5)

### Poésie

#### Éditions anglo-saxonnes
- The Colossus & other poems, 2008 (réimpr. 1973, 1987, 2008) (1re éd. 1960, Vintage), 112 p. (ISBN 978-0-571-24008-1, lire en ligne)
- Ariel : Perennial Classics Edition, Harper, 1 janvier 1966, rééd. 6 mars 2018, 100 p. (ISBN 978-0-06-093172-8, lire en ligne)
- Crossing the Water : Transitional Poems, Harper & Row, 1971, 72 p. (ISBN 978-0-06-013374-0, lire en ligne)
- Winter Trees, Faber and Faber, 27 septembre 1971, 64 p. (ISBN 978-0-571-09739-5, lire en ligne)
- The collected poems, Harper & Row, 1981, 358 p. (ISBN 978-0-06-013369-6, lire en ligne)

#### Éditions françaises
- Trois femmes : poème à trois voix (trad. Laure Vernière), Editions des Femmes, 17 février 1976, rééd. 2007, 42 p. (ISBN 978-2-7210-0055-2)
- Ariel (trad. de l'anglais par Valérie Rouzeau), Paris, Poésie Gallimard, 6 mai 2011, 128 p. (ISBN 978-2-07-044149-5)
- Arbres d'hiver : Précédé de La Traversée (trad. Françoise Morvan & Valérie Rouzeau), Poésie Gallimard, 12 octobre 1999, 280 p. (ISBN 978-2-07-040379-0)
- Conversation parmi les ruines : choix de poèmes, suivi de Le livre des lits (trad. Jean-Pierre Vallotton), Lausanne, 1999, 60 p. (OCLC 78603728)

### Prose

#### Éditions anglo-saxonnes
- The Bell Jar, 2019 (réimpr. 2000, 2005, 2006, 2019) (1re éd. 1963), 240 p. (ISBN 978-0-571-35506-8)
- Letters Home (réimpr. 1986, 1992, 2001) (1re éd. 1975, aux éditions Harper & Collins), 516 p. (ISBN 978-84-397-0619-9, lire en ligne)
- Johnny Panic and the Bible of Dreams : Short Stories, Prose, and Diary Excerpts, Harper Perennia, 1977, rééd. 1 mars 2000, 336 p. (ISBN 978-0-06-095529-8, lire en ligne)
- The journals of Sylvia Plath, Dial Press, avril 1982,, 370 p. (OCLC 605394609, lire en ligne)
- The Magic Mirror (1989), thèse de fin d'étude de Sylvia Plath à l'université Smith College
- édité par Karen V. Kukil, The Unabridged Journals of Sylvia Plath, Anchor, 1er avril 2000, 732 p. (ISBN 978-0-385-72025-0)

#### Éditions françaises
- La Cloche de détresse (préf. Colette Audry), Gallimard, 14 janvier 1988, 280 p. (ISBN 978-2-07-071218-2), Michel Persitz
  - Réédition dans une traduction révisée par Caroline Bouet, préface de Jakuta Alikavazovic, Denoël, 2023[21]
- Lettres aux siens. Correspondance, tome 1 : 1950 - 1956 (trad. Sylvie Durastanti), Editions des Femmes, 1er mars 1988, 374 p. (ISBN 978-2-7210-0367-6)
- Le jour où Mr Prescott est mort (trad. Catherine Nicolas, préf. Ted Hughes), La Table Ronde, 1990, rééd. 23 mars 2017, 336 p. (ISBN 978-2-7103-8297-3)
- Journaux de 1950 à 1962 (trad. Christine Savinel), Gallimard, 12 octobre 1999, 481 p. (ISBN 978-2-07-074920-1)
- Dimanche chez les Minton et autres nouvelles (trad. de l'anglais par Catherine Nicolas), Paris, Folio, 30 mai 2013, 112 p. (ISBN 978-2-07-045221-7)
- Carnets intimes (trad. Anouk Neuhoff), La Table Ronde, 23 mars 2017, 272 p. (ISBN 978-2-7103-8292-8)
- Mary Ventura et le neuvième royaume (trad. Anouk Neuhoff), La Table Ronde, 23 mai 2019, 48 p.  (ISBN 979-10-371-0433-5)

### Littérature enfantine

#### Éditions anglo-saxonnes
- The Bed Book (réimpr. 1986, 1989) (1re éd. 1976 aux éd. Harper & Row), 44 p. (ISBN 978-0-440-84090-9, lire en ligne)
- The It Doesn't Matter Suit, Faber & Faber, 1er janvier 1996, 48 p. (ISBN 978-0-571-16613-8, lire en ligne)
- Collected Children's Stories, Faber & Faber, 9 avril 2001, 54 p. (ISBN 978-0-571-20756-5)
- Mrs. Cherry's Kitchen (2001)
- Un certain nombre d'œuvres ont été publiées par des éditeurs spécialisés, souvent en tirages très limités.

#### Éditions françaises
- L'histoire qu'on lit au bord du lit (trad. Béatrice Vierne, ill. Rotraut-Susanne Berner), Editions du Rocher, 3 octobre 1997, 52 p. (ISBN 978-2-268-02677-0)
- Ça-ne-fait-rien ! (trad. Pascale Jusforgues, ill. Rotraut Susanne Berner), Gallimard Jeunesse, 24 février 1998, 56 p. (ISBN 978-2-07-059513-6)
- Le rêve de Max (trad. de l'anglais par Pascale Jusforgues, ill. Rotraut Susanne Berner), Paris, Gallimard Jeunesse, 6 septembre 2012, 48 p. (ISBN 978-2-07-064646-3)

### Dessins

#### Édition anglo-saxonnes
- édité par Frieda Hughes, Sylvia Plath : Drawings, Faber & Faber, 29 août 2013, 72 p. (ISBN 978-0-571-29521-0)

#### Édition française
- Dessins (trad. de l'anglais par Valérie Rouzeau), Paris, La Table Ronde, 20 octobre 2016, 88 p. (ISBN 978-2-7103-7986-7)

## Postérité

### Archives
Ted Hughes, en sa qualité d'exécuteur testamentaire de l'héritage personnel et littéraire de Sylvia Plath, a été suspecté d'avoir détruit le dernier cahier du journal de son épouse, qui révélait des détails sur leur vie commune. Ce fait n'a toutefois jamais été prouvé, et ses archives, aujourd'hui conservées à l'université Columbia à la suite de son décès en 1998, ont révélé qu'il ne s'agissait là que de rumeurs,,,.
De nombreux critiques, souvent féministes, ont accusé Ted Hughes d'avoir exercé un contrôle arbitraire sur la publication des œuvres de Sylvia, en vue de se protéger lui-même. Il a toujours nié cet état de fait, bien qu'il ait admis avoir transigé avec la mère de Sylvia, Aurelia Plath, quand celle-ci a tenté de faire interdire la publication aux États-Unis des écrits les plus controversés de sa fille,.
Dans son dernier recueil de poèmes, paru en 1998 quelques mois avant sa mort, intitulé Birthday Letters, Ted Hughes rompt enfin son silence à propos de Sylvia, dans un dernier hommage poétique et une tentative de comprendre le suicide de celle qui fut sa femme pendant sept ans. Birthday Letters constitue l'un des recueils de poèmes les plus vendus du XXe siècle (plus d'un demi-million d'exemplaires depuis sa parution en 1998 en Grande-Bretagne). À cet égard, l'illustration de l'édition originale du livre a été réalisée par Frieda Hughes, la fille de Ted et Sylvia.
Même si les critiques ont réservé un accueil favorable au premier ouvrage de Sylvia Plath, The Colossus, les critiques l'ont aussi souvent dépeint comme trop conventionnel et dépourvu de l'intensité de ses œuvres ultérieures. Ainsi, la portée de l'influence de Ted Hughes sur l'œuvre de Sylvia a souvent suscité des débats passionnés. Toutefois, quand on connaît leurs travaux respectifs, il est aisé de constater que les poèmes de Sylvia Plath sont des plus personnels, et que les similitudes d'écriture entre les deux poètes sont quasi inexistantes.
Les poèmes qui composent le recueil Ariel traduisent une rupture eu égard à ses œuvres précédentes, Sylvia Plath se positionnant alors clairement dans le courant littéraire américain du confessionnalisme. Il est probable que les enseignements du poète Robert Lowell ont joué un grand rôle dans cette évolution. Dans les pays anglophones, l'impact de la publication du recueil Ariel fut énorme, du fait de l'intensité des textes qui le composent, et qui décrivent sans fard la maladie mentale, notamment dans des poèmes à caractère autobiographique tels que Daddy et Lady Lazarus.
En dépit des critiques et des biographies publiées après sa mort, les débats autour de l'œuvre de Sylvia Plath tiennent plus d'une lutte entre ses « défenseurs » et les « défenseurs » de Ted Hughes que d'un véritable débat de fond. Fait illustrant la passion suscitée par Sylvia Plath et le niveau d'amertume de certaines admiratrices envers Ted Hughes, la tombe de Sylvia a été sujette, pendant des années, à des actes de saccage visant à effacer le nom « Hughes » de la pierre tombale, à tel point qu'elle a fait l'objet d'un traitement technique antivandalisme.

### Œuvres inspirées par Sylvia Plath

#### Littérature
- Le roman Pourquoi pas la vie de Coline Pierré aux éditions de l'Iconoclaste, imagine la vie qu'aurait eue Sylvia Plath si elle avait raté son suicide, 2021.
- Le roman Sylvia P. d'Ananda Devi paru en octobre 2022.
- Lazare mon amour de Gwenaëlle Aubry, paru en 2016 aux éditions de l'Iconoclaste (édition canadienne Lazare mon amour. Avec Sylvia Plath, Héliotrope, 2016).
- The Last Confessions of Sylvia P., de Lee Kravetz, paru en mars 2022.

#### Musique
- From the Grammar of Dreams (1988) est une œuvre musicale de la compositrice Kaija Saariaho pour soprano et mezzo a cappella (ou soprano et électronique) dont le texte est un montage de fragments du roman La Cloche de détresse et du poème « Paralytic ».
- J'irai vers le nord, j'irai vers la nuit polaire, opéra de Kasper T. Toeplitz, créé au festival d'Avignon en 1989.
- Sylvia, spectacle musical de Fabrice Murgia et An Pierlé Quartet, créé au Théâtre national Wallonie-Bruxelles le 25 septembre 2018.
- Hope is a dangerous thing for a woman like me to have - but I have it, single de Lana Del Rey qui devait se nommer Sylvia Plath à l’origine. Son nom se retrouve dans le refrain. La chanteuse fait également souvent référence à la poétesse dans ses propres poèmes du recueil Violet Bent Backwards Over the Grass.
- La chanson Belfast, tirée de l'album Black City Parade du groupe de rock français Indochine, est un hommage à l'œuvre de Plath, le refrain répétant plusieurs fois le nom de son recueil Ariel.

#### Spectacle
- Letters Home, captation vidéo par Chantal Akerman du spectacle monté par Françoise Merle en 1984, avec Delphine Seyrig et sa nièce Coralie Seyrig. Film diffusé en 1986. Le spectacle est la mise en scène d'une pièce de Rose Leiman Goldemberg, elle-même basée sur la correspondance entre Sylvia Plath et sa mère.

### Œuvres inspirées par le couple Sylvia Plath - Ted Hughes

#### Romans
- Emma Tenant, La Ballade de Ted et Sylvia, éd. du Rocher, 2001
- Kate Moses, Froidure, éd. Quai Voltaire, 2004
- Claude Pujade-Renaud, Les Femmes du braconnier, éd. Actes Sud, 2010
- Oriane Jeancourt Galignani, Mourir est un art, comme tout le reste, éd. Albin Michel, 2013
- Connie Palmen, Ton histoire. Mon histoire, roman traduit du néerlandais par Arlette Ounanian, éd. Actes Sud, 2018
- Elin Cullhed, Euphorie, roman traduit du suédois par Anna Gibson, les éditions de l'Observatoire, 2021

#### Biographie
- Diane Middlebrook, Son mari, traduit de l'anglais et préfacé par Valérie Rouzeau, éd. Phébus, 2006
- Heather Clark, Red Comet, éd. Jonathan Cape, 2020

#### Film
- Sylvia, sorti en 2003, raconte l'histoire de la relation passionnée du couple de poètes.
- The Lady in the book - Sylvia Plath, portraits, documentaire de Gesa Matthies, France 2016, 60'

### Prix à titre posthume
En 1982, Sylvia Plath est la première femme poète de l'histoire à se voir accorder le prix Pulitzer en poésie, à titre posthume (pour une anthologie de ses œuvres, The Collected Poems).

### Hommage
Depuis 2015, un cratère de la planète Mercure est nommé Plath en son honneur.

#### En anglais

##### Essais
- Eileen Aird, Sylvia Plath : Her Life & Work, HarperCollins Publishers, 1 janvier 1973, rééd. 1 février 1975, 128 p. (ISBN 978-0-06-080341-4, lire en ligne)
- David Holbrook, Sylvia Plath : Poetry and Existence, Athlone Press, 1976, rééd. 1 mars 1988, 328 p. (ISBN 978-0-485-12062-2, lire en ligne)
- Edward Butscher, Sylvia Plath : Method and Madness, Schaffner Press, Inc, 1976, rééd. 1 octobre 2003, 484 p. (ISBN 978-0-9710598-2-5, lire en ligne)
- Judith Kroll, Chapters in a Mythology : The Poetry of Sylvia Plath, New York, 1978, rééd. 2008, 324 p. (ISBN 978-0-7509-4345-1, lire en ligne)
- Caroline King Barnard Hall, Sylvia Plath, MacMillan Publishing Company, 1er juin 1978, 144 p. (ISBN 978-0-8057-7219-7, lire en ligne)
- Linda Wagner-Martin, Sylvia Plath : A Biography, St. Martin's Griffin, 1987, rééd. 15 septembre 1988, 312 p. (ISBN 978-0-312-02325-6, lire en ligne)
- Stephen Tabor, Sylvia Plath : An Analytical Bibliography, Meckler Publishing Corporation, 1er janvier 1987, 296 p. (ISBN 978-0-88736-100-5, lire en ligne)
- Susan Bassnett, Sylvia Plath, Barnes & Noble Books, 1er juin 1987, 180 p. (ISBN 978-0-333-36780-3, lire en ligne)
- Harold Bloom, Sylvia Plath, Chelsea House, 1er mars 1989, 200 p. (ISBN 978-1-55546-280-2, lire en ligne)
- Anne Stevenson, Bitter Fame : A Life of Sylvia Plath, Houghton Mifflin, 1er août 1989, 452 p. (ISBN 978-0-395-45374-2, lire en ligne)
- Robyn Marsack, Sylvia Plath, Open University Press, 1er janvier 1992, 124 p. (ISBN 978-0-335-09352-6, lire en ligne)
- Lynne F. Chapman, Sylvia Plath, Creative Education, juillet 1994, rééd. 1 avril 1997, 56 p. (ISBN 978-0-88682-614-7, lire en ligne)
- Caroline King Barnard Hall, Sylvia Plath, Revised, Twayne Publishers, 6 mai 1998, 184 p. (ISBN 978-0-8057-7838-0, lire en ligne)
- Linda Wagner-Martin, Sylvia Plath : A Literary Life, St. Martin's Press, 1999, rééd. 24 octobre 2003, 188 p. (ISBN 978-1-4039-1653-2, lire en ligne)
- Tracy Brain, The Other Sylvia Plath, Routledge, 21 mars 2001, 256 p. (ISBN 978-0-582-32730-6)
- Peter K. Steinberg, Sylvia Plath, Chelsea House Publications, 1er avril 2004, 184 p. (ISBN 978-0-7910-7843-3, lire en ligne)
- (en) Andrew Wilson, Mad Girl's Love Song : Sylvia Plath and Life Before Ted, New York, Scribner, 1er janvier 2013, 400 p. (ISBN 978-1-4767-1031-0, lire en ligne)

##### Articles
- Arthur K. Oberg, « Sylvia Plath and the New Decadence », Chicago Review, Vol. 20, No. 1,‎ 1968, p. 66-73 (8 pages) (lire en ligne)
- Marjorie Perloff, « "Angst" and Animism in the Poetry of Sylvia Plath », Journal of Modern Literature, Vol. 1, No. 1,‎ 1970, p. 57-74 (18 pages) (lire en ligne)
- Pamela A. Smith, « The Unitive Urge in the Poetry of Sylvia Plath », The New England Quarterly, Vol. 45, No. 3,‎ septembre 1972, p. 323-339 (17 pages) (lire en ligne)
- Marjorie G. Perloff, « "A Ritual for Being Born Twice": Sylvia Plath's 'The Bell Jar' », Contemporary Literature, Vol. 13, No. 4,‎ automne 1972, p. 507-522 (16 pages) (lire en ligne)
- Constance Scheerer, « The Deathly Paradise of Sylvia Plath », The Antioch Review, Vol. 34, No. 4,‎ été 1976, p. 469-480 (12 pages) (lire en ligne)
- Frederick Buell, « Sylvia Plath's Traditionalism », Boundary 2, Vol. 5, No. 1,‎ automne 1976, p. 195-212 (18 pages) (lire en ligne )
- Jeannine Dobbs, « "Viciousness in the Kitchen": Sylvia Plath's Domestic Poetry », Modern Language Studies, Vol. 7, No. 2,‎ automne 1977, p. 11-25 (15 pages) (lire en ligne)
- M. D. Uroff, « Sylvia Plath and Confessional Poetry: A Reconsideration », The Iowa Review, Vol. 8, No. 1,‎ hiver 1977, p. 104-115 (12 pages) (lire en ligne)
- Jon Rosenblatt, « Sylvia Plath: The Drama of Initiation », Twentieth Century Literature, Vol. 25, No. 1,‎ printemps 1979, p. 21-36 (16 pages) (lire en ligne)
- Heather McClave, « Sylvia Plath: Troubled Bones », New England Review (1978-1982), Vol. 2, No. 3,‎ printemps 1980, p. 447-465 (19 pages) (lire en ligne)
- Greg Johnson, « A Passage to "Ariel": Sylvia Plath and the Evolution of Self », Southwest Review, Vol. 65, No. 1,‎ hiver 1980, p. 1-11 (11 pages) (lire en ligne)
- Margaret Dickie, « Sylvia Plath's Narrative Strategies », The Iowa Review, Vol. 13, No. 2,‎ printemps 1982, p. 1-14 (14 pages) (lire en ligne)
- Ted Hughes, « Sylvia Plath and Her Journals », Grand Street, Vol. 1, No. 3,‎ printemps 1982, p. 86-99 (14 pages) (lire en ligne)
- Heather Cam, « "Daddy": Sylvia Plath's Debt to Anne Sexton », American Literature, Vol. 59, No. 3,‎ octobre 1987, p. 429-432 (4 pages) (lire en ligne )
- E. Miller Budick, « The Feminist Discourse of Sylvia Plath's the Bell Jar », College English, Vol. 49, No. 8,‎ décembre 1987, p. 872-885 (14 pages) (lire en ligne)
- Susan Van Dyne, « Reviewed Work: Sylvia Plath: The Wound and the Cure of Words by Steven Gould Axelro », The New England Quarterly, Vol. 64, No. 4,‎ décembre 1991, p. 685-688 (4 pages) (lire en ligne)
- Patricia Hampl, « The Smile of Accomplishment: Sylvia Plath's Ambition », The Iowa Review, Vol. 25, No. 1,‎ hiver 1995, p. 1-28 (28 pages) (lire en ligne)
- Steven Gould Axelrod & Nan Dorsey, « The Drama of Creativity in Sylvia Plath's Early Poems », Pacific Coast Philology, Vol. 32, No. 1,‎ 1997, p. 76-86 (11 pages) (lire en ligne)
- Paul Bentley, « 'Hitler's Familiar Spirits': Negative Dialectics in Sylvia Plath's 'Daddy' and Ted Hughes's 'Hawk Roosting », Critical Survey, Vol. 12, No. 3,‎ 2000, p. 27-38 (12 pages) (lire en ligne )
- Georgiana Banita, « "The Same, Identical Woman": Sylvia Plath in the Media », The Journal of the Midwest Modern Language Association, Vol. 40, No. 2,‎ 2007, p. 38-60 (23 pages) (lire en ligne)
- Parvin Ghasemi, « Violence, Rage, and Self-Hurt in Sylvia Plath's Poetry », CLA Journal, Vol. 51, No. 3,‎ mars 2008, p. 284-303 (20 pages) (lire en ligne)
- Scott Knickerbocker, « "Bodied Forth in Words": Sylvia Plath's Ecopoetics », College Literature, Vol. 36, No. 3,‎ été 2009, p. 1-27 (27 pages) (lire en ligne)

#### En français

##### Podcast
- 60 ans de la mort de Sylvia Plath : mourir est-il "un art comme tout le reste" ?, podcast Sans oser le demander présenté par Géraldine Mosna-Savoye, sur France Culture, 2023.
- Pauline Chanu, La vie comme un mauvais rêve, documentaire radiophonique, Toute une vie, France Culture, 2021.
- « Sylvia Plath et le paradis perdu », "La Compagnie des œuvres", podcast présenté par Matthieu Garrigou-Lagrange, 4 épisodes consacrés à Sylvia Plath  (podcast), sur France Culture, 8 mars 2021 - 11 mars 2021.
- « Le destin de la poétesse Sylvia Plath (1932-1963) », "Les Nuits de France Culture", émission radiophonique présentée par Albane Penaranda  (podcast), sur France Culture, 24 octobre 2023 (première diffusion en janvier 2000).

##### Essais
- Sylvie Doizelet, La terre des morts est lointaine : Sylvia Plath, éd. Gallimard, 1996
- Ted Hughes, Birthday Letters, traduit et présenté par Sylvie Doizelet, éd. Gallimard, 2002 ; Poésie/Gallimard, 2015
- Taïna Tuhkunen-Couzic, Sylvia Plath, une écriture embryonnaire, éd. L'Harmattan, 2002
- Valérie Rouzeau, Sylvia Plath : un galop infatigable, éd. J.M. Place, 2003 ; biographie suivie d'une sélection de textes traduits par l'auteure
- Voltuan, Sylvia Plath : célébration poétique : zikaron charuzim, Paris, librairie-galerie Racine, coll. « Saint-Germain-des-Prés », 2011, 177 p. (ISBN 978-2-243-04497-3 et 2-243-04497-8)
- Patricia Godi, Sylvia Plath : Mourir pour vivre, Éditions Aden, 2006, 366 p. (ISBN 9782848400822)
- Gwenaëlle Aubry, Lazare mon amour, Editions de l'Iconoclaste, 2016, 80 p. (ISBN 9791095438045)
- Ananda Devi, Sylvia P., Editions Bruno Doucey, 2022, 208 p. (ISBN 978-2-36229-429-7)
- Janet Malcolm (trad. de l'anglais par Jakuta Alikavazovic), La Femme Silencieuse : Sylvia Plath et Ted Hughes [« The Silent Woman - Sylvia Plath & Ted Hughes »], Editions du sous-sol, 2023, 240 p. (ISBN 9782364685390)

##### Articles
- Érik Martiny, « L'impact de Sylvia Plath et de l'imagerie fasciste sur la poésie masculine irlandaise », Études anglaises, Vol. 61,‎ janvier 2008, p. 83-93 (10 pages) (lire en ligne)
- Françoise Neau, « Sylvia Plath et l'urgence d'écrire », Libres cahiers pour la psychanalyse, N° 30,‎ février 2014, p. 93-112 (19 pages) (lire en ligne)
- Françoise Neau, « Vivre et écrire dans les Journaux de Sylvia Plath », Le Coq-héron, n° 219,‎ avril 2014, p. 98-104 (6 pages) (lire en ligne)
- Jean-Marie Fossey, « « Papa il a fallu que je te tue. », Rencontre insolite avec Sylvia Plath », La clinique lacanienne,‎ février 2017, p. 69-80 (11 pages) (lire en ligne)
- Françoise Neau, « Présentation de Trois Femmes, de Sylvia Plath », Le présent de la psychanalyse,‎ janvier 2019, p. 129-132 (3 pages) (lire en ligne)

#### En italien
- Erminia Passannanti, Limite. Il mito dell’integrità tra Eros e Thanatos nella poesia di Sylvia Plath, Salerne/Rome, Ripostes, 1995, ristampa 2012  (ISBN 978-1-4710-4142-6)

#### En allemand
- (de) Sylvia Plath : eine Biographie, Frankfurter Verlag-Anstalt., 1989, 664 p. (ISBN 978-3-627-10025-4, lire en ligne)